# Asadipus areyonga
Asadipus areyonga là một loài nhện trong họ Lamponidae. Loài này được phát hiện ở Noordelijk Territorium và Queensland.